# Pacific Palisades

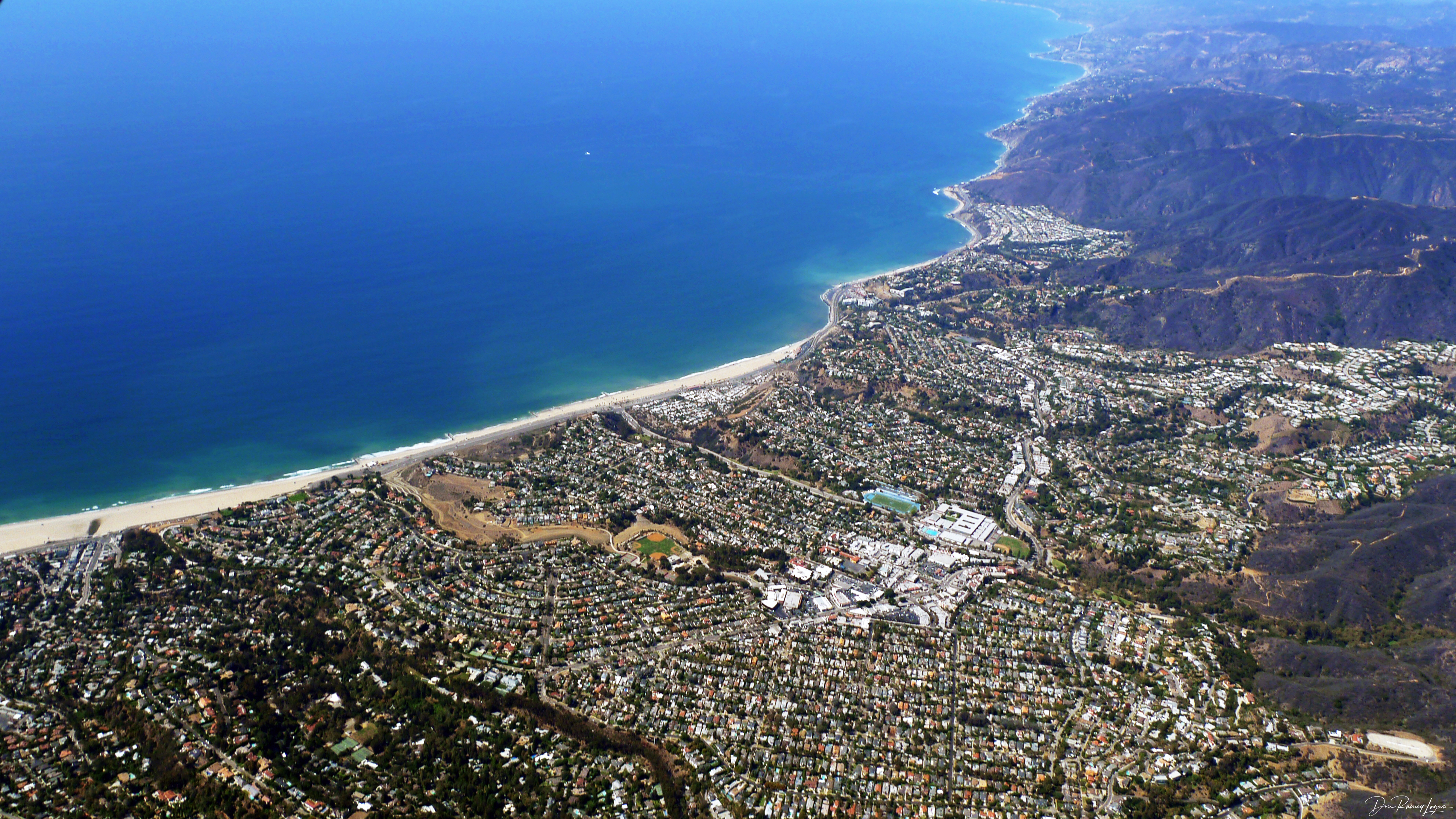
Luftaufnahme von Pacific Palisades

Pacific Palisades [pəˈsɪfɪk ˈpæləseɪdz] ist ein Stadtteil im Westen der US-amerikanischen Stadt Los Angeles, Kalifornien, der während der Waldbrände in Südkalifornien im Januar 2025 großflächig zerstört wurde.

## Geschichte
Den Ursprung des Ortes bildet das Filmstudio Inceville, das vom Filmpionier Thomas Harper Ince errichtet wurde.  Es wurde von 1911 bis 1922 betrieben. Anschließend wurde das Gebiet von einer Gemeinde der sogenannten Chautauqua-Bewegung gekauft, die es kultivierte und Straßen sowie Bauplätze anlegte. 1926 wohnten bereits 250 Familien in der Gegend. 1927 erwarb der Grundstücksmakler und Immobilienunternehmer Frank Meline Teile des Landes und entwickelte es zusammen mit anderen zur kalifornischen Riviera.
Am 7. Januar 2025 kam es zu schweren Schäden, als sich während der Waldbrände in Südkalifornien im Januar 2025 das Palisades-Fire in der ausgetrockneten Region angefacht von sehr starken Santa-Ana-Winden rasant ausbreitete. Mehrere tausend Gebäude im Stadtteil wurden fast vollständig zerstört.

## Lage und Persönlichkeiten

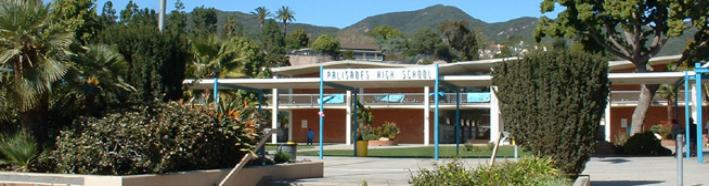
Palisades Charter High School

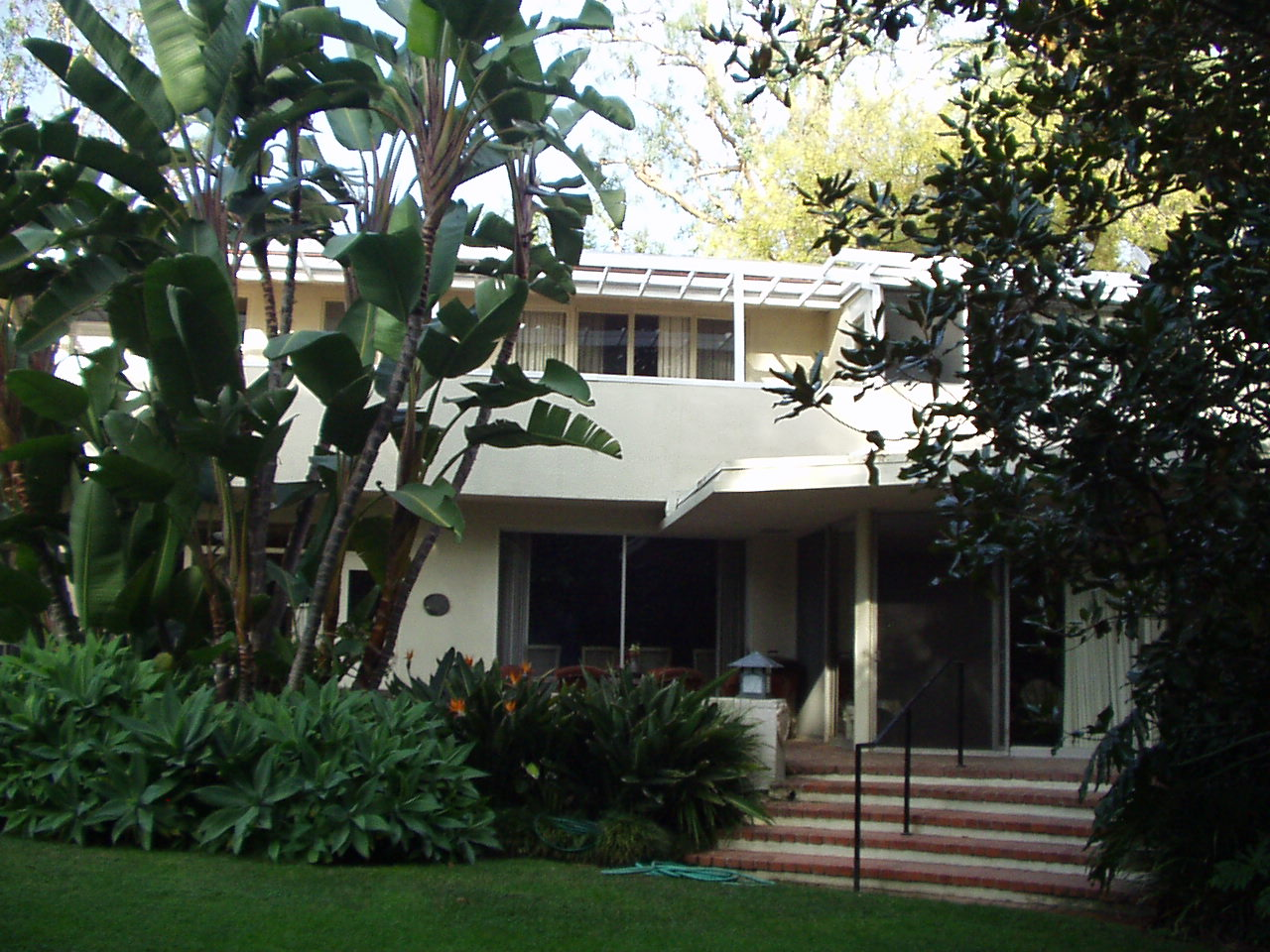
Thomas-Mann-Haus, Pacific Palisades (2006)

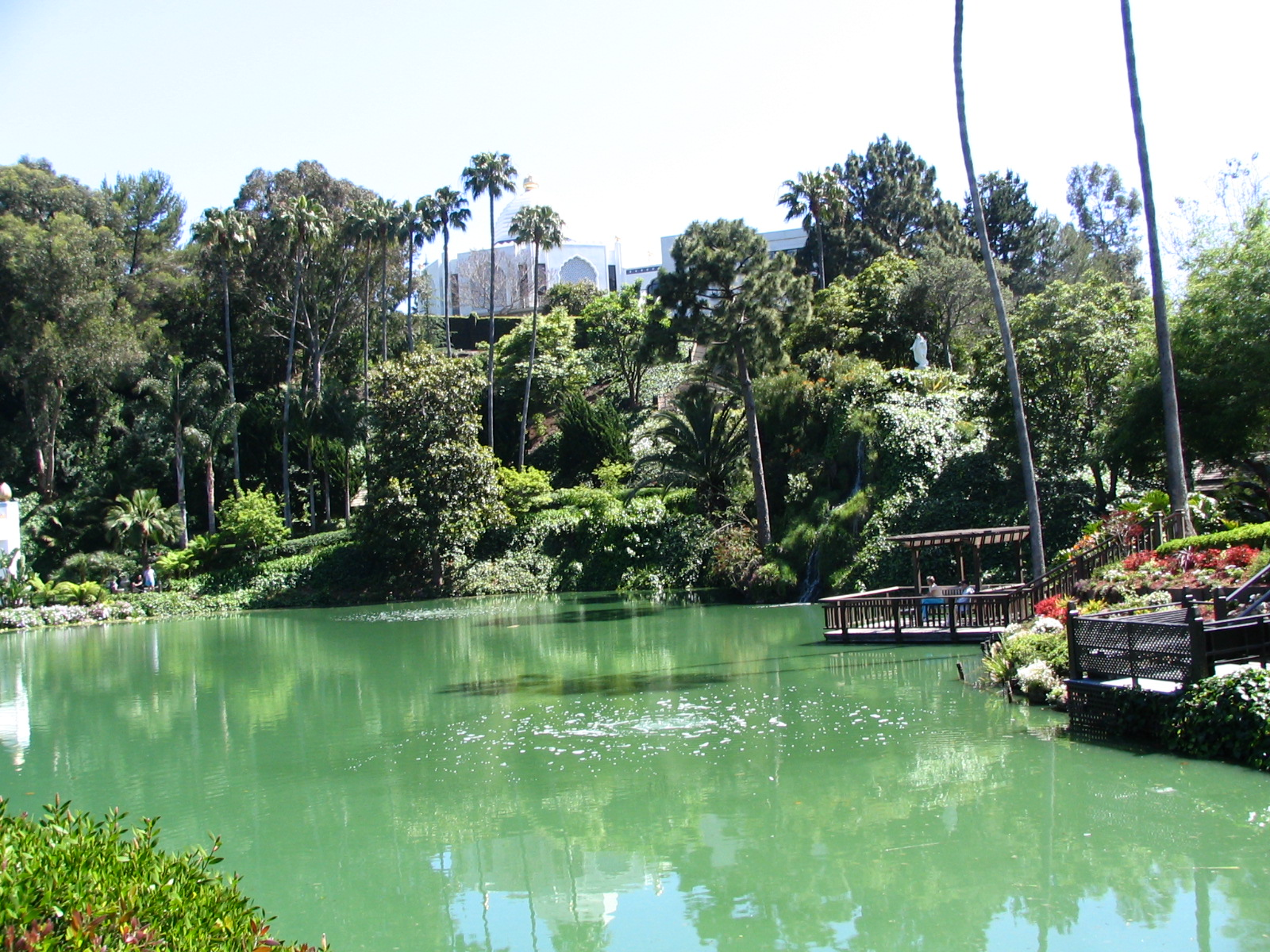
Lake Shrine, Pacific Palisades

Pacific Palisades liegt zwischen Brentwood, Malibu, Santa Monica und den Santa Monica Mountains. Pacific Palisades hat etwa 27.000 Einwohner. Der Stadtteil ist sehr wohlhabend und vorwiegend ein Wohngebiet mit einer Mischung aus großen Anwesen und kleinen, manchmal auch älteren Häusern, Eigentumswohnungen und Apartments.
Es gibt einen kleinen zentralen Geschäftsbezirk auf dem Sunset Boulevard, bestehend aus Restaurants, Geschäften, Banken und Büros. Dieser Teil von Pacific Palisades ist auch unter dem Namen „The Village“ bekannt. Außerdem sind weitläufige Parkanlagen vorhanden. Die Palisades Charter High School in der Nachbarschaft ist durch zahlreiche Filme wie die Halloween-Reihe mit Jamie Lee Curtis bekannt geworden.
Bekannte deutsche Emigranten, wie zum Beispiel Thomas Mann, Hanns Eisler und Theodor W. Adorno, fanden während der Zeit des Nationalsozialismus in Pacific Palisades Zuflucht. Lion Feuchtwanger wohnte mit seiner Frau in der „Villa Aurora“ am Paseo Miramar, die heute als Residenz für Künstler genutzt wird, deren Arbeits- und Lebensmittelpunkt in Deutschland liegt. Im Juni 2018 wurde auch das ehemalige Wohnhaus der Familie Mann als deutsches Kulturzentrum eingeweiht. In den 1940er Jahren war neben Thomas und Katia Mann, die in der Nachbarschaft wohnten, auch Bertolt Brecht oft zu Gast bei den Feuchtwangers. Brecht lebte zu der Zeit im benachbarten Rustic Canyon. Gegenüber dem Abzweig des Paseo Miramar vom Sunset Boulevard befindet sich die Parkanlage des indischen Yogis und Gurus Paramahansa Yogananda. Auch der deutsche Filmkomponist Hans Sommer und dessen Ehefrau Ann Sommer sowie der österreichische Drehbuchautor Berthold Viertel und dessen Ehefrau Salka Viertel mit ihrem Salon in der Mabery Road 165 wohnten in Pacific Palisades sowie die österreichische Schriftstellerin Vicki Baum.
In dem Stadtteil stehen das Entenza und das Eames House, beide wichtige Bauten der Modernen Architektur, sowie die Getty Villa, ein Nachbau der Villa dei Papiri.
Viele Persönlichkeiten der Filmindustrie wohnen in Pacific Palisades. Der American-Football-Spieler Mitchell Schwartz wurde 1989 hier geboren.